# Javier Fesser
Javier Fesser Perez de Petinto (Madrid, 15 febbraio 1964) è un regista e sceneggiatore spagnolo.

## Biografia
Ha studiato comunicazione nell'Università Complutense di Madrid e nel 1986 ha fondato la casa di produzione Línea Films. 
Suo fratello Guillermo Fesser è un famoso giornalista.

## Filmografia
- El secdleto de la tlompeta (1995)
- Aquel ritmillo (1995)
- El milagro de P. Tinto (1998)
- La gran aventura de Mortadelo y Filemón (2003)
- Binta y la gran idea (2004)
- Camino (2008)
- Al final todos mueren (2013)
- Mortadello e Polpetta contro Jimmy lo Sguercio (Mortadelo y Filemón contra Jimmy el Cachondo) (2014)

- Non ci resta che vincere (Campeones) (2018)
- Pessime storie (Historias lamentables) (2020)

## Premi
- 2007 Academy Award for Live Action Short Film (Nomination)